# Neazoniidae
De Neazoniidae zijn een familie van uitgestorven insecten die behoren tot de onderorde cicaden (Auchenorrhyncha). 